# Thimi Mitko
Thimi Mitko oder Euthymios Mitkos (griechisch Ευθύμιος Μήτκος, * 1820 in Korça, Osmanisches Reich; † 22. März 1890 in Bani Suwaif, Ägypten) war ein albanischer Volksliedsammler.
Als sein Onkel Peti Mitko, Führer des Widerstandes gegen die osmanische Tanzimat-Gesetzgebung, Albanien verlassen musste, schloss sich Thimi Mitko ihm an. Sie gingen über Athen und Plowdiw nach Wien, wo Thimi Mitko als Schneider arbeitete und anfing albanische Folklore zu sammeln. 1866 verließ Thimi Mitko Wien und siedelte nach Ägypten über, zuerst nach Han Alil und später dann nach Bani Suwaif, wo er ein Handelsgeschäft eröffnete.
1878 gab er unter dem Titel Alvaniki Melissa (Die albanische Biene) eine Sammlung von südalbanischen Volksliedern, Sprichwörtern und Erzählungen heraus. Sie wurde 1924 von Georg Pekmezi neu herausgegeben und wurde besonders von ausländischen Wissenschaftlern geschätzt. Mitko stand in seiner Zeit in Bani Suwaif in steter Korrespondenz mit Jan Urban Jarník, welcher seine albanischen Volkslieder übersetzte und in Veckenstedts Zeitschrift für Volkskunde herausgab, und Gustav Meyer, welchem er die meisten nach 1878 gesammelten Texte zur Veröffentlichung zur Verfügung stellte, für welche sich aber kein Verleger fand.
Thimi Mitko starb nach Dhimitër S. Shuteriqi am 22. März 1890 in Bani Suwaif.

## Werke
- Alvaniki Melissa. Alexandria 1878
- Albanesische Lieder. Übersetzt von Jan Urban Jarník. Zeitschrift für Volkskunde, 1889–1891
- Bleta Shqypëtare e Thimi Mitkos. Neu herausgegeben von Georg Pekmezi. Wien 1924